# Рабинович, Зиновий Львович
Зино́вий Льво́вич Рабино́вич (1 августа 1918, Киев — 2 ноября 2009, Киев) — профессор, доктор технических наук, заведующий отделом Института кибернетики, Заслуженный деятель науки и техники УССР, лауреат Государственной премии УССР (1978). Один из двух (совместно с Соломоном Погребинским) авторов первой в СССР электронной счётной машины с хранимой в памяти программой.

## Биография
В 1941 году с отличием окончил Киевский политехнический институт.
По словам членов Клуба имени Н. М. Амосова при Киевском доме учёных Национальной академии наук Украины, Зиновий Львович был светлым, добрым и контактным человеком.

## Критика
Из отчёта о первом украинском семинаре по иммортализму:

Наиболее, пожалуй, заметной фигурой на тематическом круглом столе был знаменитый на весь мир кибернетик, ходячая живая легенда отечественной науки З. Л. Рабинович, который в своё время принимал на работу тогда ещё молодого Виктора Глушкова. Так что само уж собой разумеется, что именно ему и было предоставлено вступительное слово.

## Публикации

### Книги
- Зиновий Львович Рабинович Вопросы разработки и применения математических методов и ЭВМ. — К.: Ин-т кибернетики, 1979. — 106 стр.[5]
- Зиновий Львович Рабинович Основы теории элементных структур ЭВМ. — М.: Радио и связь, 1982. — 258 стр.[6]
- Соломон Бениаминович Погребинский, Зиновий Львович Рабинович Проблематика реализации в ЭВМ языков высокого уровня и общие принципы их структурной интерпретации. — К.: «Знание», 1982.[7]

### Статьи
- О НИКОЛАЕ МИХАЙЛОВИЧЕ АМОСОВЕ от всей души д.т. н., профессор Рабинович Зиновий Львович